# Верхів'я Утлюцького лиману
Верхів'я Утлюцького лиману — комплексна пам'ятка природи загальнодержавного значення в Україні. Один з об'єктів природно-заповідного фонду України на території Запорізької області, щодо якого встановлений особливий режим охорони, відтворення й використання природних ресурсів.
Пам'ятка природи належить до переліку природно-заповідних територій, особливо важливих для збереження біорізноманіття Запорізької області.

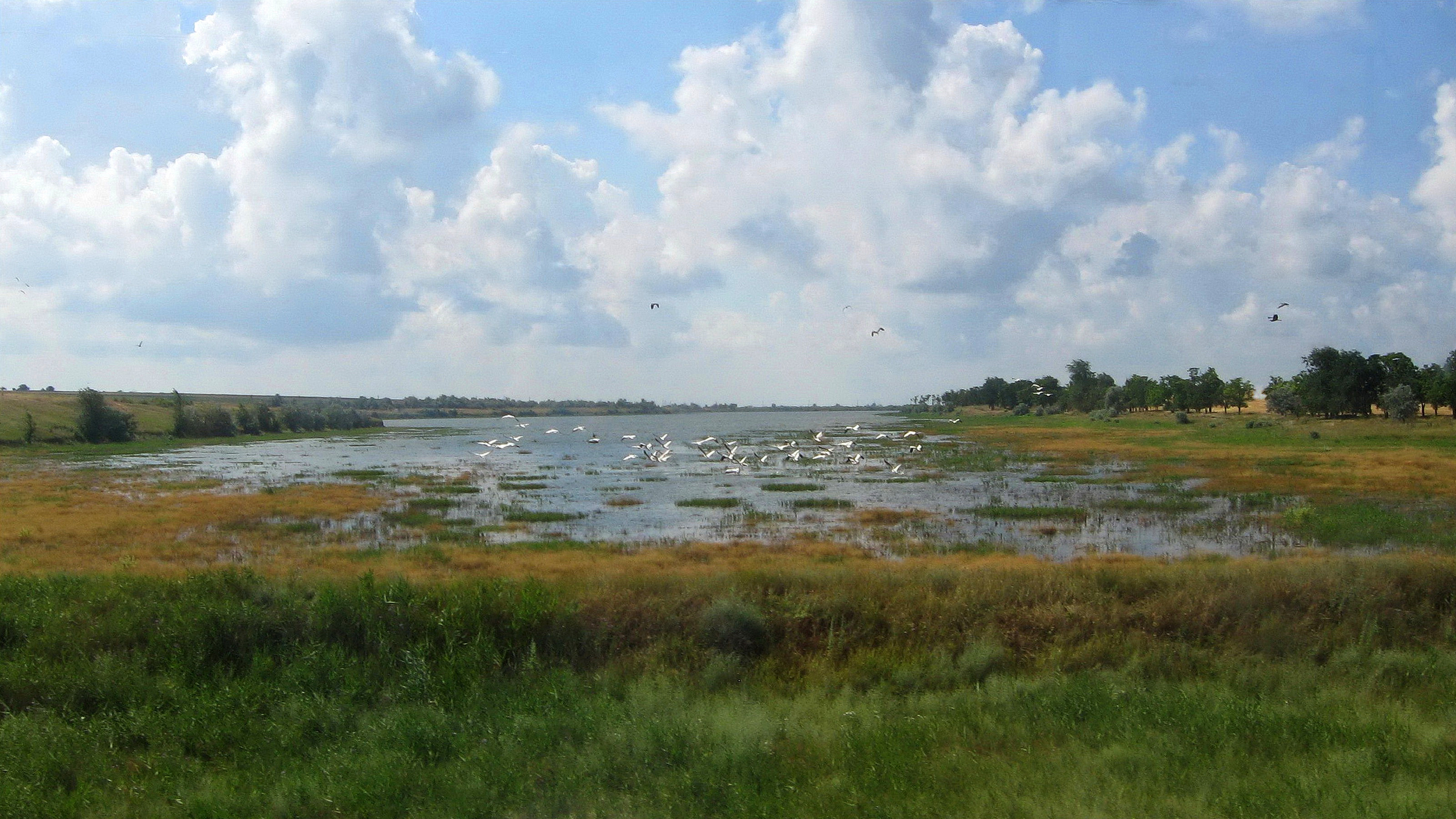
Річка Великий Утлюк

## Розташування
Розташована на території Якимівського району Запорізької області, в межах земель Давидівської сільської ради неподалік села Давидівка та селища міського типу Кирилівка.

## Загальний опис
Площа пам'ятки природи 280,0 гектарів. Перебуває у віданні: Міністерство екології та природних ресурсів України. 
Територія являє собою унікальний природний комплекс, де добре збереглися степові угруповання рослин, занесених до Червоної книги України. Місце оселення та гніздування численних видів водоплавних птахів.
Верхів'я Утлюцького лиману є водоймою-приймачем вод річок Великий і Малий Утлюк. Воно відокремлено від усієї водойми греблею. Це призводить до того, що гирлові ділянки річок та верхів'я лиману утворюють місце з певними екологічними умовами, яке, в свою чергу, з'єднується з Азовським морем за допомогою спрямлювального каналу.

## Історія
Комплексна пам'ятка природи загальнодержавного значення «Верхів'я Утлюцького лиману» заснований Указом Президента України від 20 серпня 1996 року № 715/96.
2010 року територія комплексної пам'ятки природи увійшла до складу Приазовського національного природного парку, створеного Указом Президента України від 10.02.2010 року № 154/2010.

## Завдання
Завданнями пам'ятки природи є:
- охорона та збереження в природному стані степових ландшафтних комплексів та місць гніздування водоплавних птахів;
- охорона умов відтворення, відновлення чисельності, збереження генофонду рідкісних та типових рослин і тварин;
- забезпечення охорони території з усіма природними об'єктами, додержання режиму території;
- підтримка загального екологічного балансу в регіоні.

## Флора
На території пам'ятки природи ростуть рідкісні рослини, що занесені до Червоної книги України з переважанням ковили Лессінга та ковили волосистої.

## Фауна
На території пам'ятки природи мешкають та гніздуються численні види водоплавних птахів. У квітні 2012 року науковими співробітниками Приазовського національного природного парку проводилися обліки птахів у весняний період в межах комплексної пам'ятки природи «Верхів'я Утлюцького лиману». Ними було зафіксовано понад 40 видів мігруючих водно-болотних (брижач — понад 2 тис. особин, чибіс, побережник та інші сивкоподібні) та понад 15 видів горобцеподібних птахів. Було відмічено види птахів, що занесені до Червоної книги України (коровайка, огар, пісочник великий, пісочник морський, дерихвіст лучний, кулик-сорока, кулик-довгоніг, великий і середній кроншнепи та інші).